# Psathyropus distincta
Psathyropus distincta is een hooiwagen uit de familie Sclerosomatidae.